# Leon Vandaele

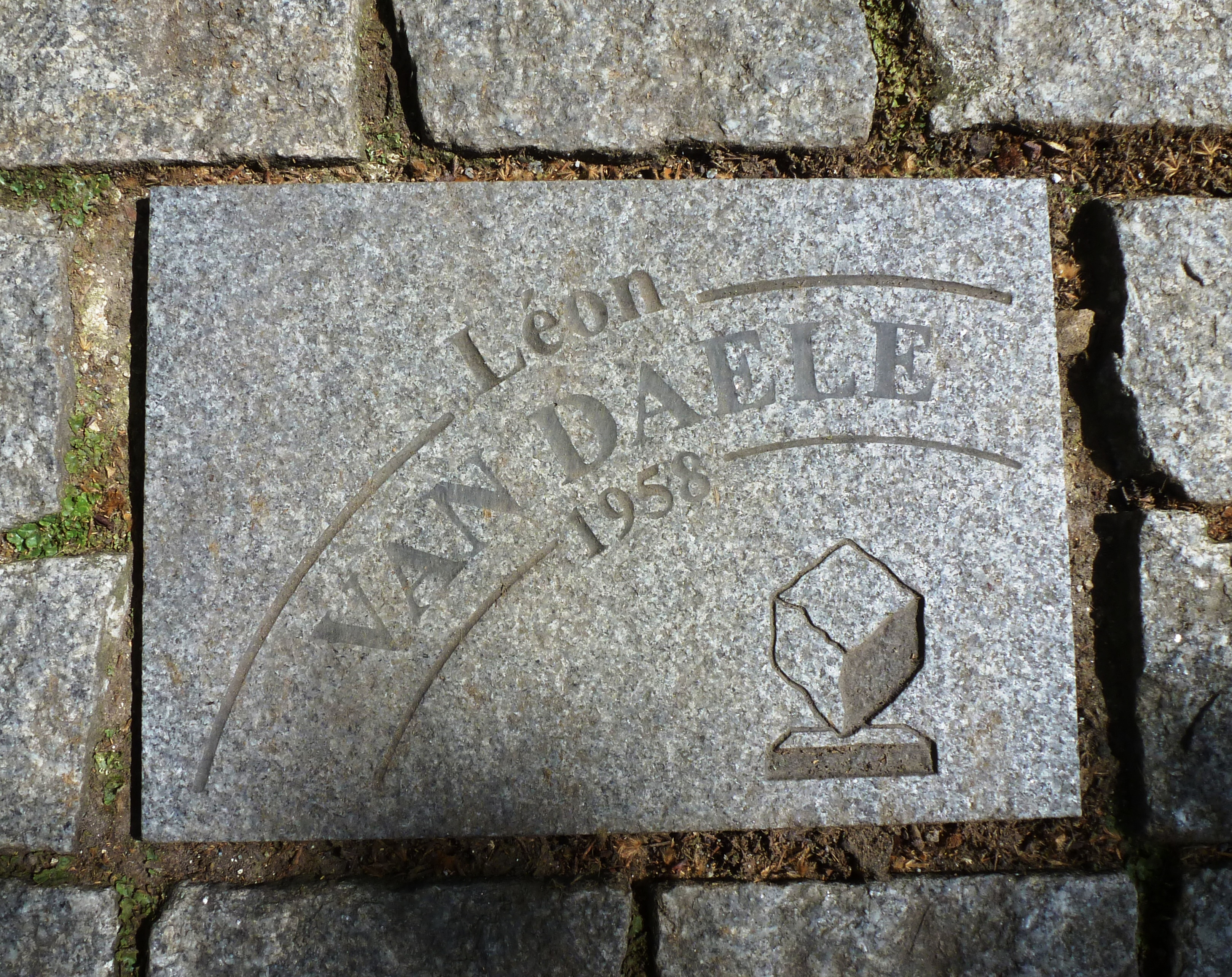
Gedenktegel voor Vandaele op de Allée Charles Crupelandt in Roubaix

Leon Vandaele (Ruddervoorde, 24 februari 1933 – Oostkamp, 30 april 2000) was een Belgisch wielrenner. Hij was beroepsrenner van 1952 tot 1964.

## Belangrijkste overwinningen
- Parijs-Roubaix - 1958
- Parijs-Brussel - 1957
- Kampioenschap van Vlaanderen in Koolskamp - 1956 - 1957 - 1958
- Roubaix - Cassel - Roubaix - 1952
- Gent-Wevelgem - 1959
- Tielt-Antwerpen-Tielt - 1960
- Elfstedenronde - 1964
- Kuurne-Brussel-Kuurne - 1954 - 1961
- Nokere Koerse - 1961
- Omloop Mandel-Leie-Schelde - 1962
- Milaan-Mantova - 1957
- GP Raf Jonckheere - 1957
- Ritten in de Ronde van Picardië (1954); Ronde van Nederland (1957); Parijs-Nice (1959); Ronde van Levante (1958); Ronde van Luxemburg (1959 en 1961); Tour de l'Ouest (1955 en 1956) en een rit in de Driedaagse van Antwerpen en het eindklassement in 1957.

## Aantal overwinningen
- 1952: 3
- 1953: 2
- 1954: 6
- 1955: 2
- 1956: 8
- 1957: 12
- 1958: 16
- 1959: 9
- 1960: 4
- 1961: 8
- 1962: 11
- 1963: 3
- 1964: 4

In totaal 88 overwinningen bij de beroepsrenners.

## Resultaten in voornaamste wedstrijden
| Jaar | Ronde van Italië | Ronde van Frankrijk | Ronde van Spanje |
| ---- | ---------------- | ------------------- | ---------------- |
| 1954 |                  |                     |                  |
| 1955 |                  |                     |                  |
| 1956 |                  |                     |                  |
| 1957 |                  |                     |                  |
| 1958 |                  |                     | opgave           |
| 1959 |                  |                     |                  |
| 1960 |                  |                     |                  |
| 1961 |                  |                     |                  |
| 1962 |                  |                     |                  |
| 1963 |                  |                     |                  |
| 1964 |                  |                     |                  |

| Jaar | Milaan-San Remo | Gent-Wevelgem | Ronde van Vlaanderen | Parijs-Roubaix | Luik-Bast.‑Luik | Kuurne-Brussel-Kuurne | Parijs-Brussel | Omloop Het Volk |  | WK op de weg |  | Wereldranglijsten |
| ---- | --------------- | ------------- | -------------------- | -------------- | --------------- | --------------------- | -------------- | --------------- |  | ------------ |  | ----------------- |
| 1954 |                 | 5e            | 25e                  | 27e            |                 | Goud                  | 27e            |                 |  |              |  |                   |
| 1955 |                 |               |                      | 64e            | 28e             |                       |                |                 |  |              |  |                   |
| 1956 |                 |               | ↑                    |                | 36e             |                       |                |                 |  |              |  |                   |
| 1957 | 74e             | 10e           | 73e                  | ↑              |                 | ↑                     | Goud           | Brons           |  | 7e           |  | 12e (CDC)         |
| 1958 | 10e             | 18e           |                      | ↑              |                 |                       | 10e            |                 |  |              |  | 13e (CDC)         |
| 1959 | Brons           | Goud          | 22e                  | 8e             |                 |                       | 4e             | 5e              |  | 30e          |  |                   |
| 1960 |                 | 6e            | 71e                  | 50e            |                 |                       | 43e            |                 |  |              |  |                   |
| 1961 | 83e             | 18e           |                      | 15e            |                 | Goud                  | 13e            | 24e             |  |              |  |                   |
| 1962 |                 |               |                      |                |                 |                       | 47e            | 38e             |  |              |  |                   |
| 1963 |                 | 16e           |                      |                |                 | Zilver                |                |                 |  |              |  |                   |
| 1964 | 88e             | 24e           |                      | 46e            |                 |                       | 48e            | 59e             |  |              |  |                   |